# Lahol
Lahol est une commune rurale située dans le département de Gaoua de la province du Poni dans la région Sud-Ouest au Burkina Faso.

## Géographie
Le village de Lahol est situé à 10 km au nord-ouest de Gaoua, le chef-lieu du département, et à 3 km au nord de la route nationale 11.

## Santé et éducation
Le centre de soins le plus proche de Lahol est le centre de santé et de promotion sociale (CSPS) de Bonko tandis que le centre hospitalier régional (CHR) de la province se trouve à Gaoua.